# نيبويشا مارينكوفيتش
نيبويشا مارينكوفيتش (بالصربية: Nebojša Marinković)‏ هو لاعب كرة قدم صربي في مركز الوسط، ولد في 19 يونيو 1986 في بلغراد في صربيا. شارك مع منتخب صربيا تحت 17 سنة لكرة القدم ومنتخب صربيا تحت 19 سنة لكرة القدم ومنتخب صربيا تحت 21 سنة لكرة القدم. أما مع النوادي، فقد لعب مع خيمناستيك طركونة ومكابي بتاح تكفا ونادي أوبليتش ونادي بارتيزان ونادي برث غلوري ونادي تشوكاريتشكي ونادي يورغوردينس وهبوعيل حيفا.

## وصلات خارجية
- نيبويشا مارينكوفيتش على موقع الاتحاد الأوربي (الإنجليزية)
- نيبويشا مارينكوفيتش على موقع قاعدة بيانات كرة القدم.إي يو (الإنجليزية)
- نيبويشا مارينكوفيتش على موقع Soccerway.com (الإنجليزية)